# Агра (Варезе)
Агра (итал. Agra) је насеље у Италији у округу Варезе, региону Ломбардија.
Према процени из 2011. у насељу је живело 318 становника. Насеље се налази на надморској висини од 651 м.

## Становништво
Према резултатима пописа становништва 2011. у општини је живело 379 становника.
| 1931. | 1936. | 1951. | 1961. | 1971. | 1981. | 1991. | 2001. | 2011. |
| ----- | ----- | ----- | ----- | ----- | ----- | ----- | ----- | ----- |
| 385   | 339   | 331   | 285   | 309   | 351   | 338   | 370   | 379   |